# 게이트웨이

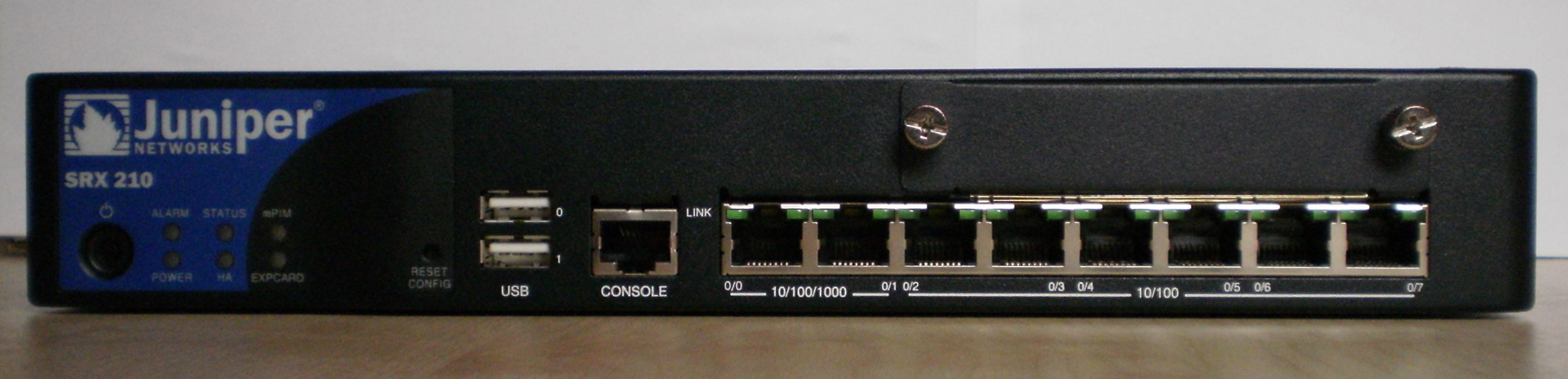

게이트웨이(gateway, 문화어: 망관문)는 컴퓨터 네트워크에서 서로 다른 통신망, 프로토콜을 사용하는 네트워크 간의 통신을 가능하게 하는 컴퓨터나 소프트웨어를 두루 일컫는 용어, 즉 다른 네트워크로 들어가는 관문(입구) 역할을 하는 네트워크 포인트이다. 넓은 의미로는 종류가 다른 네트워크 간 통로의 역할을 하는 장치이다. 또한 게이트웨이를 지날 때마다 트래픽(traffic)도 증가하기 때문에 속도가 느려질 수 있다. 쉽게 예를 들자면 해외여행을 들 수 있는데 해외로 나가기 위해서 꼭 통과해야 하는 공항이 게이트웨이와 같은 개념이다.
게이트웨이는 서로 다른 네트워크상의 통신 프로토콜(protocol,통신규약)을 적절히 변환해주는 역할을 한다.
게이트웨이는 하나 이상의 프로토콜을 사용하여 통신한다는 면에서 라우터, 스위치와는 구별되며 OSI 참조 모델의 7계층 가운데 어느 곳에서도 동작이 가능하므로 전송방식이 다른 통신망도 흡수함으로써 서로 다른 기종끼리도 접속을 가능하게 한다.

## 예
가장 잘 알려진 예로는 랜이나 무선 랜을 인터넷이나 다른 원거리 통신망에 연결하는 것이다. 이 경우 게이트웨이는 랜을 제공자 지정 인터넷 네크워크에 연결할 수 있게 된다. 가정의 경우 이러한 게이트웨이를 상주 게이트웨이라 부른다.
가까운 예로는 인터넷 공유기가 있다.
마이크로소프트 윈도우 기준으로 컴퓨터에서 직접적으로 찾아보고 싶은 경우, 명령 프롬프트에서 ipconfig을 입력하여 기본 게이트웨이를 시각적으로 확인할 수 있다.

## 같이 보기
- 가정용 게이트웨이
- 라우터
- 서브넷